# Курганна гіпотеза

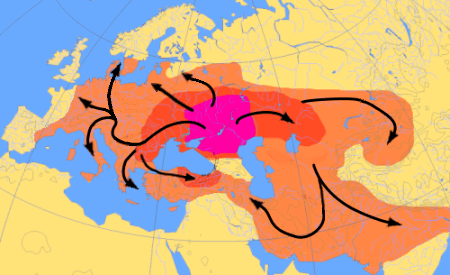

Курганна гіпотеза — запропонована Марією Гімбутас у 1956 році, щоб поєднати дані археологічних та лінгвістичних досліджень для визначення місцезнаходження прабатьківщини народів носіїв праіндоєвропейської мови. Гіпотеза є найпопулярнішою щодо походження праіндоєвропейської мови.
В основі курганної гіпотези лежать погляди, висловлені ще наприкінці XIX століття Віктором Геном і Отто Шрадером.

## Праіндоєвропейці
Марія Гімбутас стверджувала, що індоєвропейське суспільство скотарів виникло в причорноморських та приволзьких степах і поширилося на захід, раптово з'явившись серед осілих неіндоєвропейських землеробів у нижній течії Дунаю і далі. Переміщення відбувалося трьома хвилями: близько 4500-4000, 3500. і 3000 р. до н. е. Постійний тиск степових скотарів привів до появи патріархального суспільства, яке використовувало коней, будувало укріплення на пагорбах, ховало померлих під курганами і вклонялося сонячним божествам. Це привело до поступового злиття матріархальних мирних землеробських спільнот «старої Європи» з індоєвропейцями, які як панівна еліта змінили лінгвістичну траєкторію Європи.
За курганною теорією прабатьківщина індоєвропейців розташована на території степу та лісостепу між Дніпром і Уралом, зайнятою в ті часи в основному скотарськими племенами, які ховали своїх померлих під курганами. При цьому стверджується, що індоєвропейські народи переселялися з території причорноморських степів на схід до Азії і, можливо, на південь у Східну Анатолію через Кавказ, а також на захід, у Центральну і Північну Європу.
Гіпотеза мала значний вплив на вивчення індоєвропейських народів. Послідовники Марії Гімбутас ідентифікують кургани та ямну культуру з ранніми протоіндоєвропейськими народами, що існували в причорноморських степах і Південно-Східній Європі від V до III тисячоліття до н. е. За іншою версією курганна гіпотеза описує другий етап становлення індоєвропейців, а перший етап відбувся в Анатолії, на Вірменському нагір'ї, звідки перші індоєвропейці прийшли в степи північних Причорномор'я і Прикаспію. Така синтетична комплексна гіпотеза походження індоєвропейців авторства Гамкрелідзе, Іванова і Гімбутас може бути найбільш ефективною і плідною і допоможе розв'язати складну індоєвропейську проблему.

## Курганна культура
Курганна гіпотеза прабатьківщини протоіндоєвропейців передбачає поступове поширення «курганної культури», що охопила всі причорноморські степи. Подальша експансія за межі степової зони привела до появи змішаних культур, таких як культура кулястих амфор на заході, кочових індо-іранських культур на сході й переселення протогреків на Балкани приблизно у 2500 році до н. е. Одомашнення коня і, пізніше, використання возів зробило курганну культуру мобільною й розширило її на весь регіон «ямної культури». У курганній гіпотезі вважається, що всі причорноморські степи були прабатьківщиною протоіндоевропейців й у всьому регіоні розмовляли пізніми діалектами праіндоєвропейської мови.

## Історія

#### Еволюція курганної культури
Курганна культура була сформована з шостого тисячоліття до н.е. в причорноморсько-каспійських степах .
- Буго-дністровська культура (VI тис. до н.е.)
- Самарська культура (V тис. до н.е.)
- Хвалинська культура (V тис. до н.е.)
- Дніпро-донецька культура (з середини V до середини IV тис. до н.е.)
- Середньостогівська культура (V - IV тис. до н.е.)
- Майкопська культура (4-3 тис. тис. до н.е.)
- Ямна культура (4-3 тис. тис. до н.е.)

#### V - IV тисячоліття до нашої ери
Історична хронологія індоєвропейської експансії за схемою курганної теорії:
- Ранні міграції індоєвропейських народів (Середньостогівська культура) з понтійсько-каспійських степів на Балкани ("Перша курганна хвиля" 4400-4300 р.р. до н.е.), де зароджується культура Чернаводе (Румунія).
- Серед протоіндоєвропейців степів розвиваються  Майкопська та Ямна культури.
- Друга міграція зі степів/Кавказу (Майкопська культура) на Балкани та в Центрально-Східну Європу ("Друга курганна хвиля" 3500-3000 рр. до н.е.) і, як наслідок, взаємопроникнення Баденської,  Усатівської та культури кулястих амфор, яка частково розташована на місці попередньої (доіндоєвропейської)  культури лійчастого посуду.
- Культура шнурової кераміки (відома також як культура бойових сокир) розглядається як колиска німецьких, кельтських, балтійських і слов'янських народів. Початкового розвитку цьому величезному археологічному комплексу (що походить від культури кулястих амфор та впливів Ямної культури) надали індоєвропейські іммігранти, які прибули зі степів. Починаючи з первісного ядра, розташованого в центрально-східній Європі, воно простягнеться до Скандинавії та центральної та північно-східної Росії (фатьяново-баланівська культура).
- Хетти мігрують в Анатолію з Балкан (Езерська культура) або з Кавказу (Майкопська культура). У південному Сибіру (Алтай), розвивається Афанасіївська культура, споріднена з Ямною культурою і пов’язана з тохарами або прототохарами
- Ямна культура поширюється від України до Балкан («Третя курганна хвиля» 3100-2900 р.р. до н.е.). Курганні могили, відомі в Європі як тумулуси, поширилися на Балканському півострові аж до північної Греції, де ця культурна зміна була пов'язана з проникненням еллінів (2300-2200 рр. до н.е.). Ймовірно, що інші палеобалканські мови (окрім грецької), принаймні, частково можна простежити до цієї третьої хвилі.

#### III тисячоліття до нашої ери
- Центрально-Східна Європа, повністю мовно та культурно індоєвропейська, стає вторинним центром, з якого будуть випромінюватися всі ті протоісторичні культури, які сприятимуть індоєвропеїзації Західної та Південної Європи. Формування ізоглоси кентум-сатем завершено.
- Культура дзвоноподібних келихів (на думку більшості вчених, виникла на Піренейському півострові, натомість, Марія Гімбутас виводить її з балканської Вучедольської культури), що прибула в район Нідерландів та Рейну, зливається з культурою шнурової кераміки, вбираючи індоєвропейські риси, можливо протокельтські. Протягом третього і другого тисячоліть до нашої ери люди культури дзвоноподібних келихів здійснили реколонізацію великої частини Західної Європи, включаючи Британські острови, Піренейський півострів, центрально-північну Італію та два великі острови Сардинію і Сицилію.
- Індоєвропейські народи степів колонізують Середню Азію, де народилася Полтавкинська культура, за нею слідувала Сінташтинська культура (2100-1800 р.р. до н.е.), яка міцно пов'язана з Абашевською культурою,  і Андроновська культура (2000-1200 р.р. до н.е.), Остання розглядається як культура, яка породила індоіранські народи. Деякі вчені висунули гіпотезу про те, що індоіранці під час спуску на південь поступово відмовилися від своїх кочових традицій степу, прийнявши осілий та урбанізований спосіб життя. Індоіранське населення культури Андроново, спочатку оселене на території сучасного Казахстану, перемістилося на південь, на територію сучасного Туркменістану/Таджикистану (Бактрійсько-маргіанський археологічний комплекс),  після чого через невідомі події (можливо, природні катастрофи після зміни клімату) знову переселилися: остаточно поселившись спочатку в Індії, а пізніше в Ірані.

#### ІІ тисячоліття до нашої ери
- Близько 1500 р. до н.е. індоарійське населення мігрує з Центральної Азії на Індійський субконтинент, де підкоряє корінних жителів і нав'язує кастову систему. Досить поширеною є думка, що війни та битви, переказані у Ведах , священних текстах індуїзму, більш-менш вірно відображають завоювання північно-західної Індії (Пенджаб) самими аріями. Культура Yaz (іранська) розширюється на захід, мідійці і перси прибувають в західний Ірані на початку І  тисячоліття до н.е., імпортуючи характерний керамічний стиль.
- У Центрально-Східній Європі розвивається Унетицька культура, вплив якої поширюється на значну територію, а потім культура курганних поховань (не плутати з курганною культурою), поширюється звичай кремації мертвих. На Паданській рівнині з'являється культура террамар,
- З культури курганних поховань бере свій початок культура полів поховальних урн, які між пізньою бронзою та ранньою залізною епохою поширилися з Центральної Європи до Італії, Франції, Каталонії, Англії та на Балкани. Культура полів поховальних урн часто асоціюється з кельтами, італіками, адріатичними венетами та іллірійцями.

## Гаплогрупа R1а1
Специфічна гаплогрупа R1а1 визначена мутацією М17 (SNP маркер) хромосоми і пов'язується з курганною культурою. Гаплогрупа R1а1 знайдена в центральній і західній Азії, в Індії і в слов'янських популяціях Східної Європи, але не дуже поширена в деяких країнах Західної Європи (наприклад, у Франції, або деяких частинах Британії). Проте 23,6% норвежців, 18,4% шведів, 16,5% данців, 11% саамів мають цей генетичний маркер. О.Семино та ін. ідентифікували близький, але відмінний гаплотип R1Ь (Eu18 у їхній термінології), який відбувся при поширенні з Іберійського півострова після останнього льодовикового періоду (від 20 000 до 13 000 років тому), з R1а1 (у нього Eu19), пов'язаний з курганною експансією. У Західній Європі переважає R1Ь, особливо в Країні басків, тоді як R1а1 переважає в Росії, Україні,  Польщі, Угорщині й спостерігається також у Пакистані, Індії та Центральній Азії. 
Інший маркер, який близько відповідає «курганним» міграціям — розповсюдження алелі групи крові В, карту якої склав Каваллі-Сфорц. Поширення алелі групи крові В в Європі збігається з гіпотетичною картою курганної культури, і з поширенням гаплогрупи R1а1.